# Abu'l-Hasan al-Uqlidisi
Abu'l Hasan Ahmad ibn Ibrahim Al-Uqlidisi was een Arabisch wiskundige, waarschijnlijk afkomstig uit Damascus in Syrië. Er is weinig bekend over zijn leven, aangezien er nauwelijks geschreven bronnen over hem zijn.
Hij schreef rond 952 het eerste overgeleverde boek over het gebruik van het positiestelsel voor de Hindoe-Arabische cijfers. Opmerkelijk in dit boek is de manier waarop de auteur decimalen behandelt. Als een van de eersten gebruikte hij decimale breuken met een decimaalteken (verticaal streepje). Ook liet hij zien hoe men berekeningen kan maken zonder te schrappen.

## Voetnoten
1. ↑  Glen Van Brummelen, "Decimal fractional numeration and the decimal point in 15th-century Italy" in: Historia Mathematica, 17 februari 2024.DOI:10.1016/j.hm.2024.01.001

'Abd al-Hamīd ibn Turk · 
Abd-al-Rahman Al Sufi · 
Abū al-Hasan ibn Alī al-Qalasādī · 
Abū Ishāq Ibrāhīm al-Zarqālī · 
Abū Kāmil Shujā ibn Aslam · 
Abu'l-Hasan al-Uqlidisi · 
Abul Wafa · 
Ahmed ibn Yusuf · 
Al-Biruni · 
Al-Chwarizmi · 
Al-Hajjāj ibn Yūsuf ibn Matar · 
Alhazen · 
Al-Jayyani · 
Al-Karaji · 
Al-Khazini · 
Al-Kindi · 
Al-Mahani · 
Al-Majrati · 
Al-Sijzi · 
Hunayn ibn Ishaq · 
Ibn al-Banna · 
Ibn Sahl · 
Ibn Tahir al-Baghdadi · 
Ibn Yahyā al-Maghribī al-Samaw'al · 
Ibrahim al-Fazari · 
Ibrahim ibn Sinan · 
Jabir ibn Aflah · 
Kushyar ibn Labban · 
Mohammed al-Fazari · 
Mohammed ibn Jābir al-Harrānī al-Battānī · 
Nasir al-Din al-Toesi · 
Sinan ibn Thabit · 
Thabit ibn Qurra · 
Ulug Bey · 
Yusuf al-Mu'taman ibn Hud